# نادي أبها الأدبي
نادي أبها الأدبي، هو أحد الأندية الأدبية الستة عشر المنتشرة في المملكة العربية السعودية، يتبع النادي مباشرة إلى وزارة الإعلام السعودية ممثلة بالوكالة العامة للشؤون الثقافية، بعد أن كان تابعا للرئاسة العامة لرعاية الشباب السعودي، رأس مجلس إدارة النادي الأستاذ محمد عبد الله الحميد ثم الأستاذ محمد زايد الألمعي ثم الأستاذ أنور خليل ثم الدكتور أحمد آل مريع.
كانت الموافقة على قيام نادي أبها الأدبي في أواسط عام 1398 هـ وتم افتتاحه عام 1400 هـ. يقيم النادي العديد من الفعاليات المنبرية، والمحاضرات والندوات الثقافية والأدبية، ونشر واصدار الكتب والمجلات والدوريات الثقافية، بالإضافة إلى رعايته للأسابيع الثقافية والابداعية مثل أسبوع موهبة، ويقوم النادي باقامة أمسيات شعرية وقصصية في محافظات منطقة عسير.

## لجان النادي
- لجنة التاريخ والتراث
- لجنة الشعر
- لجنة القصة
- لجنة النقد الأدبي
- لجنة العلاقات العامة والإعلام
- لجنة الطباعة والنشر
- لجنة النشاط المنبري
- لجنة التقنية
- لجنة الرواد.[4]

## إنجازات النادي
- عمل النادي على سد الفراغ قبل افتتاح فرع الجمعية العربية السعودية للثقافة والفنون في أبها من خلال تشجيع الفنانين التشكيلين، وإحياء التراث الشعبي، وجمع بعض الآثار القديمة، ولإقامة أفراح العيد والأمسيات خلال موسم الصيف بالساحة العامة في أبها.
- أنجز النادي حتى عام 1416هـ ستاً وعشرين مسابقة ثقافية شملت القصة القصيرة، والمقالة والبحوث التاريخية والأدبية، وأدب الطفل، وحفظ القرآن الكريم وتجويده وكذلك الحديث الشريف، ورصده للفائزين الجوائز التشجيعية.
- من أبرز إنجازات النادي أيضاً قيامه بعقد الاجتماعات المكثفة مع عدد من المسؤولين بإدارة التطوير السياحي بإمارة منطقة عسير، وبلدية أبها، ورعاية الشباب، وفرع جمعية الثقافة والفنون، وفرع وزارة التخطيط، ومحطة تلفزيون أبها في بداية فصل الصيف.
- أسهم النادي في مجال الخدمات المحلية في عقد المحاضرات والمسابقات الثقافية داخل السجن المركزي العام وإدارة التربية الاجتماعية بهدف الترفيه عن نزلائها، وتشجيع اصحاب المواهب في سبيل الترابط الإنساني من خلال تقديم الهدايا لهم.
- عمل النادي على استضافة العديد من البعثات الإذاعية والصحفية والوفود الشبابية، وتزويدها بالمعلومات اللازمة عن منطقة عسير ومواطنيها
- شارك أعضاء النادي في الكثير من المقالات الصحفية و المقابلات الإذاعية والتلفزيونية
- أستقبل النادي العديد من وفود الطلاب سواء المدارس أو الجامعات من جميع مناطق المملكة حيث قاموا بزيارة النادي والإطلاع على مكتبته، وتم إهداؤهم مجموعات من إصدارات النادي، وقد أقام النادي عشرة معارض للكتاب في منطقة عسير حتى عام 1417هـ، وذلك بالإشتراك مع فرعي جامعة الملك سعود، و جامعة الإمام محمد بن سعود بأبها، واشتركت فيه أغلب الدور، والجامعات، والأندية الأدبية، وجمعية الثقافة والفنون، ومكتبة الملك عبد العزيز، ومركز الملك فيصل للبحوث والدراسات الإسلامية.[5][6]

## انظر ايضاً
- أبها
- نادي الرياض الأدبي
- نادي جازان الأدبي

## وصلات خارجية
- نادي أبها الأدبي يحتفل بمرور 40 عاماً على تأسيسه الأربعاء المقبل.
- قائمة بإصدارات النادي
- إصدارات النادي في موقع رفتي

## انظر ايضاً
- أبها
- نادي الرياض الأدبي
- نادي القصيم الأدبي

## وصلات خارجية
- نادي أبها الأدبي يعلن عن أكثر من 50 فعالية.